# Rathaus Kalkar

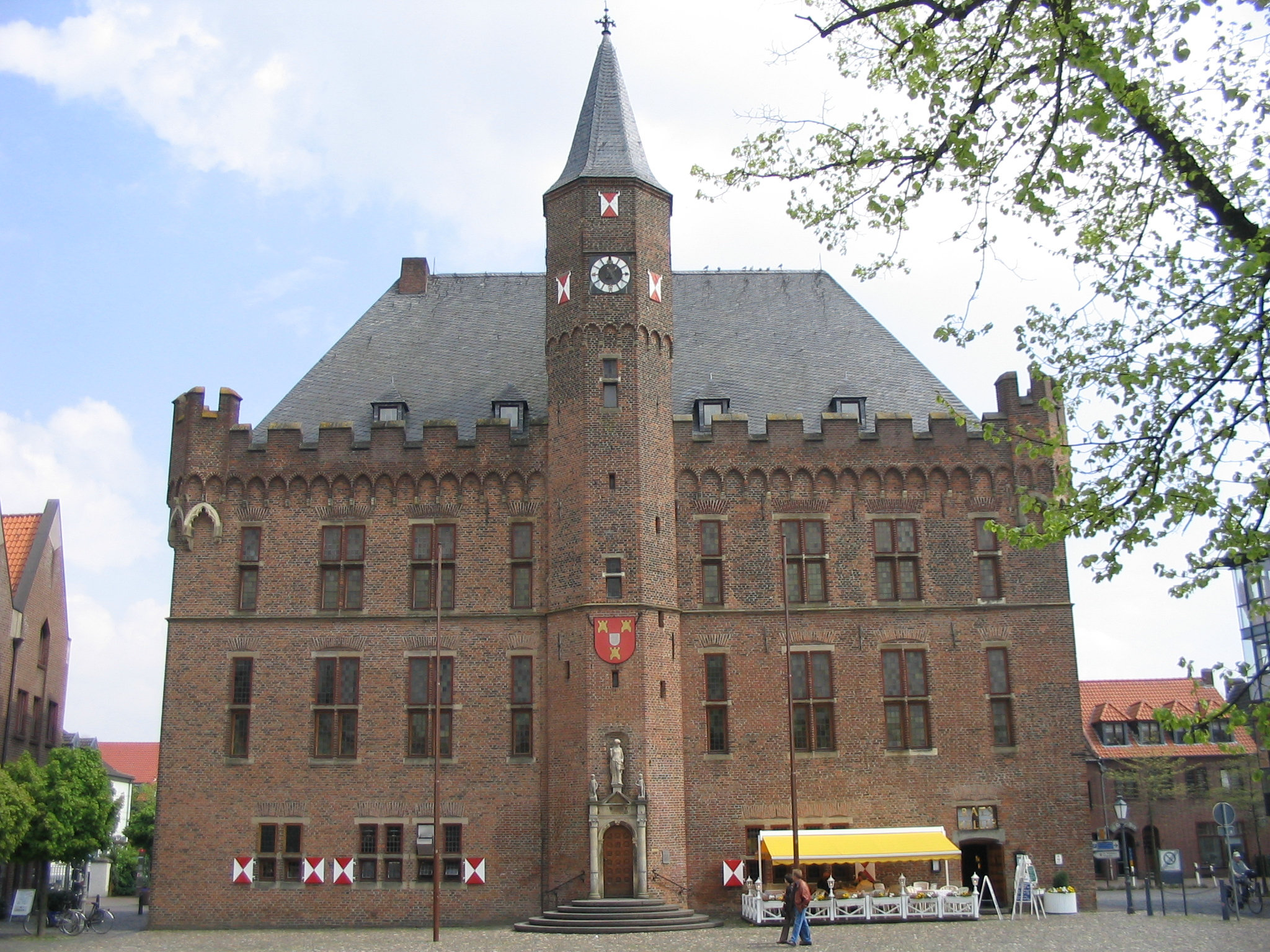
Das Rathaus von Kalkar

Das Rathaus Kalkar steht am Marktplatz im Zentrum der Stadt Kalkar am Niederrhein. Der spätgotische Backsteinbau wurde bis 1446 durch den Klever Baumeister Johann Wyrenberg erbaut und zählt zu den monumentalen Rathäusern im Rheinland. Er steht seit dem 12. Juni 1984 als Baudenkmal unter Denkmalschutz.

## Beschreibung
Das heutige Rathaus wurde rund 200 Jahre nach der Stadtwerdung Kalkars erbaut. Der freistehende, dreigeschossige Backsteinbau mit schiefergedecktem Walmdach an der Ostseite des Marktplatzes gilt als einer der bedeutendsten mittelalterlichen Bauten am gesamten Niederrhein. Auf Höhe der Dachtraufe erheben sich auf einem Spitzbogenfries leicht auskragend Zinnen und Eckwarten auf Pendentifs.
In der Mitte der Fassade ragt ein schlanker oktogonaler Treppenturm heraus, wobei drei Seiten des Achtecks aus der marktseitigen Fassade hervortreten. Der Eingang mit runder Freitreppe befindet sich unten im Treppenturm. Das obere Turmgeschoss kragt über dem Fries aus Spitzbögen auf Werksteinkonsolen hervor und schließt mit einem spitzen Dach ab.
Der Ratskeller im Erdgeschoss, der heute eine Gastronomie beherbergt, ist infolge der Platzanschüttungen halb vom Boden verdeckt. In Höhe der Fensterbänke des zweiten Obergeschosses verläuft rings um das Gebäude ein Gesims.
An der Schaufassade sind je zwei große Kreuzstockfenster zwischen Querstockfenstern eingelassen, die anderen drei Fronten werden durch Querstockfenster belichtet.

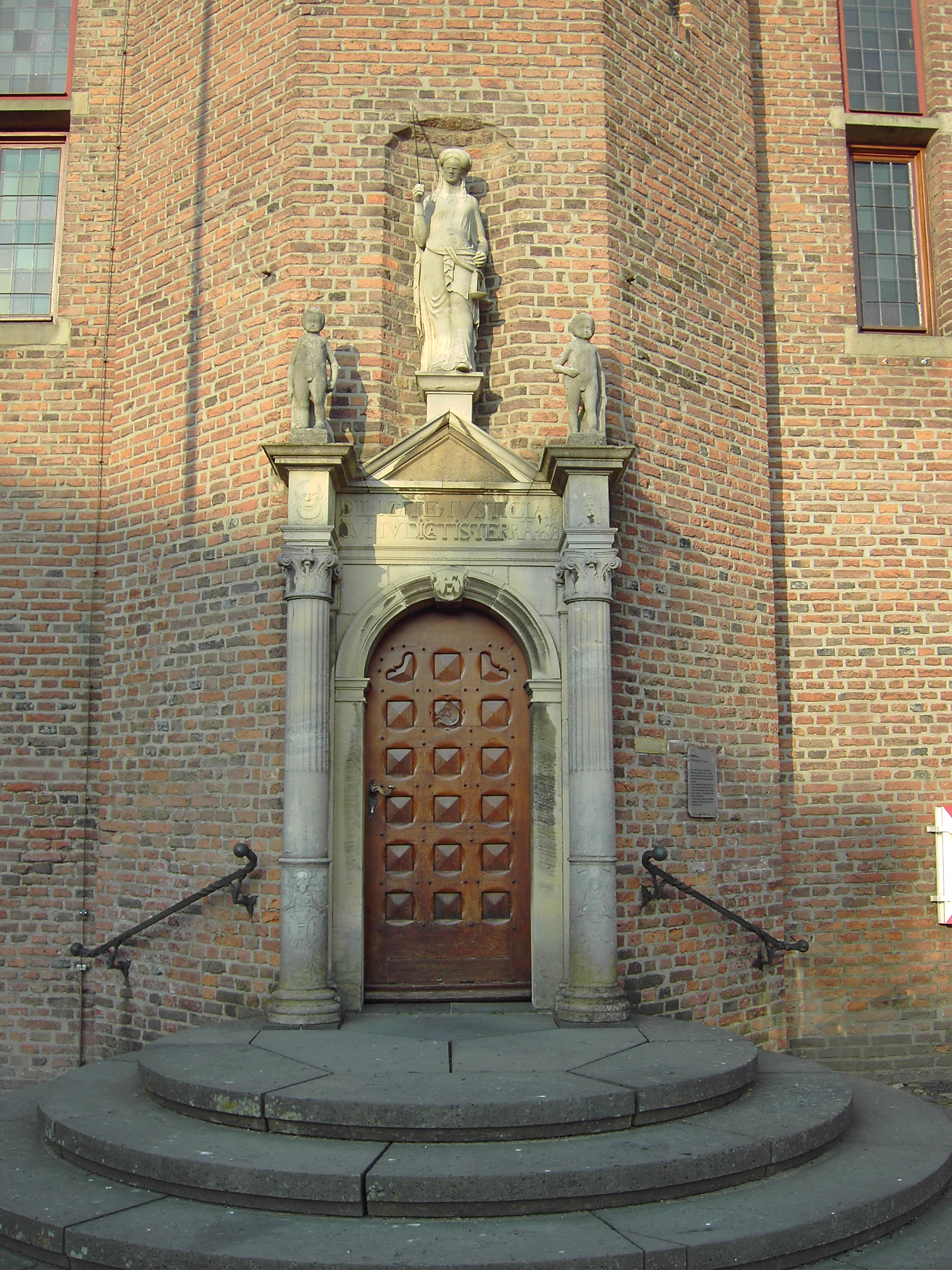
Renaissanceportal

Das Renaissanceportal aus Sandstein im Treppenturm wurde ursprünglich 1558 eingebaut und konnte im Zuge des Wiederaufbaus im 20. Jahrhundert vollständig rekonstruiert werden. Es ist mit Säulen flankiert, die mit Putten bekrönt sind. Über dem Giebelaufsatz befindet sich die Statue der Justitia.

## Geschichte
Das Rathaus wurde in den Jahren 1438 bis 1446 von Johann Wyrenberg, der als Baumeister des Herzogs von Kleve auch den Schwanenturm errichtet hatte, erbaut. 1694 und nochmals Mitte des 19. Jahrhunderts wurden umfangreiche Umbauten am Rathaus durchgeführt.
In ihm trafen sich nicht nur die Ratsleute zu Sitzungen, es beherbergte außerdem die Fleisch- und die Tuchhalle und barg die Waage.
An der Ostseite des Rathauses verlief ein Kanal, der wie eine Gracht die Altstadt von Norden nach Süden hin durchlief und die Stadtgräben verband.
Im Zweiten Weltkrieg wurde die nördliche Bauhälfte nahezu komplett zerstört. Später wurde das Rathaus im alten Stil wiederaufgebaut. Dazu orientierte man sich an einem Altarbild, das von Jan Joest stammt, änderte jedoch die Raumanordnung.